# بازی با درگیری
بازی با درگیری (به انگلیسی: Play by clashing) فیلمی هندی محصول سال ۲۰۰۹ و به کارگردانی ساران است. در این فیلم بازیگرانی همچون کجال آگاروال، وینای رای، کالاباوان مانی، کوچین هانیفا و سانتانام ایفای نقش کرده‌اند.